# Росковец
Росковец (на албански: Roskovec) e град в Албания. Населението му е 4975 жители (2011 г.). Намира се в часова зона UTC+1. Пощенският му код е 9306, а телефонния 0382. МПС кодът му е FR.